# Rydzówka Mała
Rydzówka Mała (deutsch Sandhof) ist eine kleine Siedlung in der polnischen Woiwodschaft Ermland-Masuren und liegt innerhalb der Stadt- und Landgemeinde Węgorzewo (Angerburg) im Powiat Węgorzewski (Kreis Angerburg).
Rydzówka Mała liegt im Süden des Ortes Guja (Groß Guja) nördlich des Rehsauer Sees (polnisch Jezioro Rydkówka) im Nordosten der Woiwodschaft Ermland-Masuren und ist ein Wohnplatz von Guja. Vor 1945 handelte es sich bei Sandhof um einen großen Hof, ein Vorwerk zu Rehsau (polnisch: Rydzówka) und gehörte eben zu dieser Gemeinde im Kreis Angerburg im Regierungsbezirk Gumbinnen der preußischen Provinz Ostpreußen.

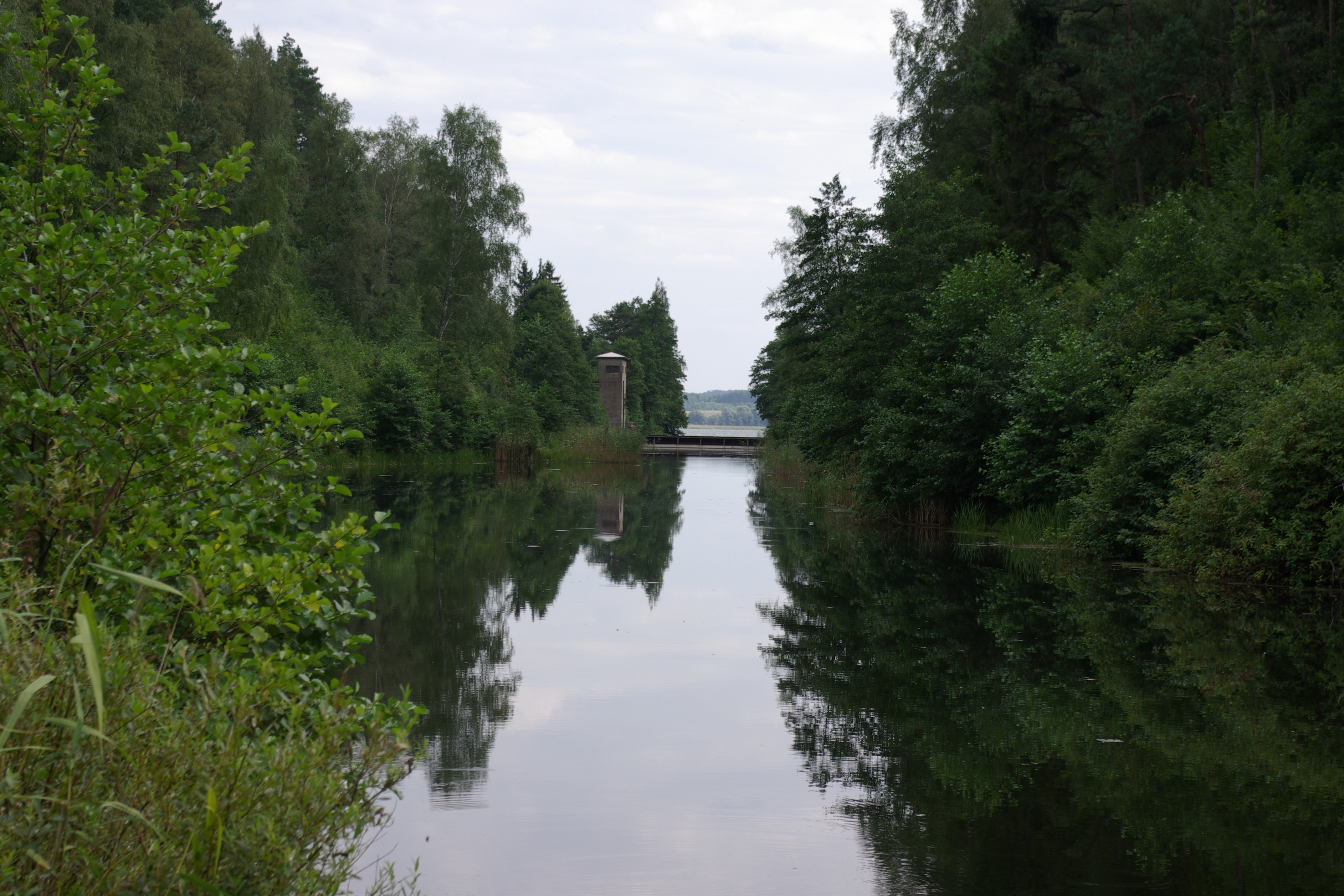
Masurischer Kanal: Das Walzenwehr Sandhof bei Guja. Hinter dem Wehr liegt der Rehsauer See

Seit 1945 gehört die kleine Siedlung zu Polen innerhalb der Stadt- und Landgemeinde Węgorzewo. Die deutschen Bewohner wurden 1945 vertrieben.
Kirchlich gehörte Sandhof bis 1945 zur evangelischen Kirche Engelstein bzw. zur katholischen Pfarrgemeinde in Angerburg. Heute ist Rydzówka Mała als Teil der Ortschaft Guja zur katholischen Pfarrkirche St. Josef in Węgielsztyn (Engelstein) bzw. zur evangelischen Kirchengemeinde Węgorzewo, einer Filialkirche von Giżycko (Lötzen).
Verkehrstechnisch ist Rydzówka Mała über eine Nebenstraße von Guja aus erreichbar. Eine Bahnanbindung besteht nicht.